# Vladimir Gedroic
Vladimir Cezarevič Gedroic in russo Владимир Цезаревич Гедройц? (Tver', 15 settembre 1873 – Courbevoie, 14 gennaio 1941) è stato un politico e diplomatico russo.
Fu ciambellano della corte imperiale russa, consigliere dello zar Nicola II e presidente della camera di controllo russa.

## Biografia
Il principe Vladimir Gedroic nacque a Tver' nel 1873. Suo padre era discendente di una delle famiglie nobiliari più importanti della Lituania e suo nonno Albin Jozef Nicefor aveva ricevuto la conferma del titolo nobiliare di principe dallo zar Alessandro II il 22 maggio del 1866. Sua sorella Vera fu una delle prime donne chirurgo in Russia e fu direttrice dell'Ospedale di corte di Carskoe Selo. 
Divenuto uno dei diplomatici più in vista della corte russa e risultò fondamentale come consigliere personale dello zar Nicola II, dirigendone la politica estera sino allo scoppio della rivoluzione.
Morì a Courbevoie, in Francia, nel 1941, dove si era ritirato a seguito dello scoppio della rivoluzione russa e del crollo della monarchia.
Il principe Vladimir Gedroic fu inoltre nonno del professore e interprete russo naturalizzato belga Alexis Guedroitz.

## Matrimonio e figli
Vladimir Gedroic sposò a San Pietroburgo nel 1895 la nobildonna lituana Ol'ga Nikolaevna Karmalin (1872 - 1941), figlia del generale Nikolaj Nikolaevič Karmalin. Da questa unione nacquero tre figli:
- Nikolaj Vladimirovič Gedroic (1896 - 1923)
- Michail Vladimirovič Gedroic (1899 - 1966)
- Aleksis Vladimirovič Gedroic (1904 - 1918).

## Ascendenza
|                                    |   |                 | Genitori |  |  | Nonni |  |  | Bisnonni                   |  |  | Trisnonni    |  |
|                                    |   |                 |          |  |  |       |  |  | Ignacy Franciszek Giedrojć |  |  | Jan Giedrojć |  |
|                                    |   |                 |          |  |  |       |  |  | Ignacy Franciszek Giedrojć |  |  | Jan Giedrojć |  |
|                                    |   | Elżbieta Prozor |          |  |  |       |  |  | Ignacy Franciszek Giedrojć |  |  |              |  |
| Albin Józef Nicefor Guedroitz      |   |                 |          |  |  |       |  |  | Ignacy Franciszek Giedrojć |  |  |              |  |
|                                    |   | …               | …        |  |  |       |  |  |                            |  |  |              |  |
|                                    |   | …               | …        |  |  |       |  |  |                            |  |  |              |  |
|                                    |   | …               | …        |  |  |       |  |  |                            |  |  |              |  |
| Cezary Wincenty Telesfor Guedroitz |   | …               |          |  |  |       |  |  |                            |  |  |              |  |
|                                    |   | …               | …        |  |  |       |  |  |                            |  |  |              |  |
|                                    |   | …               | …        |  |  |       |  |  |                            |  |  |              |  |
|                                    |   | …               | …        |  |  |       |  |  |                            |  |  |              |  |
| Lomańska                           |   | …               |          |  |  |       |  |  |                            |  |  |              |  |
|                                    |   | …               | …        |  |  |       |  |  |                            |  |  |              |  |
|                                    |   | …               | …        |  |  |       |  |  |                            |  |  |              |  |
|                                    |   | …               | …        |  |  |       |  |  |                            |  |  |              |  |
| Wladimir Guedroitz                 |   | …               |          |  |  |       |  |  |                            |  |  |              |  |
|                                    | … | …               |          |  |  |       |  |  |                            |  |  |              |  |
|                                    | … | …               |          |  |  |       |  |  |                            |  |  |              |  |
|                                    | … | …               |          |  |  |       |  |  |                            |  |  |              |  |
| …                                  | … |                 |          |  |  |       |  |  |                            |  |  |              |  |
|                                    |   | …               | …        |  |  |       |  |  |                            |  |  |              |  |
|                                    |   | …               | …        |  |  |       |  |  |                            |  |  |              |  |
|                                    |   | …               | …        |  |  |       |  |  |                            |  |  |              |  |
| Katerina Markow                    |   | …               |          |  |  |       |  |  |                            |  |  |              |  |
|                                    |   | …               | …        |  |  |       |  |  |                            |  |  |              |  |
|                                    |   | …               | …        |  |  |       |  |  |                            |  |  |              |  |
|                                    |   | …               | …        |  |  |       |  |  |                            |  |  |              |  |
| …                                  |   | …               |          |  |  |       |  |  |                            |  |  |              |  |
|                                    |   | …               | …        |  |  |       |  |  |                            |  |  |              |  |
|                                    |   | …               | …        |  |  |       |  |  |                            |  |  |              |  |
|                                    |   | …               | …        |  |  |       |  |  |                            |  |  |              |  |
|                                    |   | …               |          |  |  |       |  |  |                            |  |  |              |  |